# Йохан Якоб Швепе
Йохан Якоб Швепе (на немски: Johann Jacob Schweppe, роден 1740 - починал 1821) е германски часовникар и изобретател, създал процеса на карбонизация (газирана вода), при който се смесват вода и въглероден двуокис, създател на първата газирана безалкохолна напитка в света - Швепс.

## Биография
Роден е във Витценхаусен, Германия, през 1740 година. В младежките си години преминава обучение за бижутер. Премества се да живее в Женева, Швейцария, през 1765 г., жени се за Елеоноре Роже през 1767 г. и известно време работи като бижутер. Още тогава започва да експериментира с различни минерални води.
В тези години посещението на минерални извори и вземането на минерална вода „за вкъщи“ е много популярно сред заможните хора. Бутилките с минерална вода можело да се транспортират, но естествено пенливите води придобиват лош вкус след кратък престой в бутилка.
Д-р Джоузеф Блек (на английски: Joseph Black) открива газ, произведен от реакцията при смесването на сярна киселина и варовик, първоначално наречена „газ на въгленова киселина“, по-късно широко известен като въглероден двуокис. Благодарение на този газ, който може свободно да бъде добавен към вода под налягане, става възможен процесът на карбонизация, в резултат на който да се получи освежаваща газирана вода с отлични вкусови качества. Тогава започват да се произвеждат бутилки и специални капачки за тях, които да могат да издържат на високото налягане в бутилката.
Търсенето на безопасни минерални води е стимулирано от недостига на чиста питейна вода в големите градове, и опасността от болестта холера, чийто бактерии се развиват в необработената вода.
Йохан Якоб Швепе основава фирмата „Швепс“ в Женева през 1783 г. По-късно се премества в Лондон и развива бизнеса си там. Основните продукти на компанията са „Швепс Тоник“ (1771 — най-старата безалкохолна напитка в света), „Швепс Джинджър Ел“ (1870) и „Швепс Битер Лимон“ (1957).

## За него
- D.A. Simmons, Schweppes, 1983